# Barnston
Barnston är en by och en civil parish i Uttlesford i Essex i England. Orten har 850 invånare (2001). Byn nämndes i Domedagsboken (Domesday Book) år 1086, och kallades då Bernestuna.